# Marcus Bloom
Pour les articles homonymes, voir Bloom.
Marcus Bloom (24 septembre 1907 - 6 septembre 1944)  fut, pendant la Seconde Guerre mondiale, un agent secret britannique du Special Operations Executive.

## Identités
- État civil : Marcus Reginald Bloom
- Comme agent du SOE :
  - Nom de guerre : « Urbain »
  - Nom de code opérationnel pour la RAF et la centrale radio : BISHOP (en français ÉVÊQUE)

Parcours militaire :
- Royal Artillery
- SOE, section F, General List ; grade : Lieutenant ; matricule : 236314

## Famille
Famille juive
- Ses parents : Harry Pizer ("Percy") et Anna Sadie Davidoff Bloom, de Hove, Sussex.
- Sa femme : Germaine Feurier Bloom, Londres ; originaire du village du Tot à Barneville-sur-Mer, Manche, France)

## Éléments biographiques
1907. Marcus Bloom naît le 24 septembre, à Tottenham, Londres N
Résidence : Londres N
Directeur de théâtre dans la vie sociale.
1941. Soldat dans la Royal Artillery.
1942.
- Il rejoint le SOE.

Mission en France.
Définition de la mission : Il vient comme opérateur radio du réseau PIMENTO de Tony Brooks, avec pour nom de guerre « Urbain » et pour code opérationnel BISHOP.
- Novembre. Envoyé en France, via Gibraltar. Il est débarqué du Seadog dans la nuit du 3/4[n 1]. Le contact avec le chef de réseau Tony Brooks, dit « Alphonse, » n'est pas très heureux, et Bloom passe au réseau PRUNUS de Maurice Pertschuk « Eugène » qu'il connaît déjà[1][n 2]. Des difficultés techniques empêchent son émetteur de fonctionner. C’est Adolphe Rabinovitch « Arnaud » qui viendra le réparer. Entre-temps Bloom aidera aux sabotages et à la distribution de tracts aux troupes allemandes.

1943.
- Mars. Au milieu du mois, Bloom réussit à rétablir la liaison radio avec Londres, et il émet également pour George Starr.
- Avril. À partir du 12 au soir, sur trahison d’un certain Jean Megglé dit Le Boiteux, quinze membres du réseau sont arrêtés, dont Maurice Pertschuk. Bloom est arrêté chez le vicomte Jean d'Aligny dans son château d’Esquiré, à Fonsorbes, au sud-ouest de Toulouse. Mais le 15,  les Allemands effectuant des recherches au château, trouvent l’émetteur : ils arrêtent tout le monde[3]. Ils tenteront d’engager un Funkspiel, mais Londres s’en apercevra rapidement, et à partir de mi-juin, il se poursuivra sans le poste de Bloom.

1944. Le 6 septembre, il est pendu au camp de Mauthausen, en Autriche.

## Reconnaissance

### Distinction
- Grande-Bretagne : Mentioned in Despatches.

### Monuments
- En tant que l'un des 104 agents du SOE section F morts pour la France, Marcus Bloom est honoré au mémorial de Valençay (Indre).
- Brookwood Memorial, Surrey, panneau 21, colonne 3.

### Sources et liens externes
- Fiche Marcus Bloom : voir le site Special Forces Roll of Honour
- Article Marcus Blomm : voir le site BBC
- Michael R. D. Foot, Des Anglais dans la Résistance. Le Service Secret Britannique d'Action (SOE) en France 1940-1944, annot. Jean-Louis Crémieux-Brilhac, Tallandier, 2008,  (ISBN 978-2-84734-329-8). Traduction en français par Rachel Bouyssou de (en) SOE in France. An account of the Work of the British Special Operations Executive in France, 1940-1944, London, Her Majesty's Stationery Office, 1966, 1968 ; Whitehall History Publishing, in association with Frank Cass, 2004.

- Sir Brooks Richards, Flottilles secrètes, MDV, 2001.
- Libre Résistance, bulletin d'information et de liaison, Anciens des Réseaux de la Section F du S.O.E. (Special Operations Executive), Amicale BUCK, numéro 20, 2e trimestre 2007.
- Mémorial Généalogique